# فرانسيس لاثوم
فرانسيس لاثوم (بالإنجليزية: Francis Lathom)‏ ‏ (14 يوليو 1774 - 19 مايو 1832) هو روائي وكاتب مسرحي بريطاني.

## السيرة الذاتية
ولد فرانسيس لاثوم يوم 14 يوليو عام 1774، إما في مدينة روتردام بهولندا، حيث قام والده هنري بأعمال تجارية لصالح شركة الهند الشرقية وعاد إلى إنجلترا حوالي عام 1777، مستقراً بالقرب من نورتش، أو قد يكون ولد في نورتش وربما كان الابن الغير شرعي من أم إنجليزية. انضم فرانسيس إلى شركة أسهم نورتش، وهي شركة أسهم مسرحيّة عام 1791، وبدأ حياته الأدبية هناك.
كان لاثوم كاتباً منذ وقت مبكر وبدأ بكتابة المسرحيات قبل أن يبلغ الثمانية عشر من العمر. كانت مسرحيته الأولى بعنوان «في كل الصخب» (بالإنجليزية: All in a Bustle) والتي جرى انتاجها في مسرح نورتش الملكي عام 1795. واستمر بعد ذلك بكتابة ست مسرحيات أخرى بما في ذلك مسرحية «اندفاع اليوم» (بالإنجليزية: The Dash of the Day) عام 1800 والتي دخلت حيز ثلاث طبعات في نورتش فضلاً عن طبعة نُشرت في دبلن.
نشرت رواية لاثوم الأولى بعنوان «قلعة أولادا» (بالإنجليزية: The Castle of Ollada) عام 1795 في مجلدين. في هذا العمل مثلما في معظم روايات فرانسيس لاثوم القوطية الأخرى، يُلاحظ في كثير منه تأثير أعمال سابقة لكُتاب من أمثال هوراس والبول وآن رادكليف. على الرغم من توظيف لاثوم لمشاهد دموية وبشعة أحياناً تشبه أعمال ماثيو لويس، كما أنه عادة ما اتبع لاثوم في طريقته طريقة رادكليف في «الشرح الخارق». تُعد روايته التالية «جرس منتصف الليل» (بالإنجليزية: The Midnight Bell) عام 1798 من أكثر أعماله شهرة ليس فقط لأنها أفضل رواياته قوطية، ولكن لأن جين أوستن قامت بذكرها على أنها واحدة من «الروايات المروعة» في روايتها دير نورثانجر.
لم يكن فرانسيس لاثوم روائياً قوطياً وحسب حيث أن نحو نصف أعماله هي عبارة عن أعمال ساخرة معاصرة أو محاولات في كتابة خيال أدبي على غرار أعمال والتر سكوت. ويمكن ذكر إنجازات لاثوم الهامة كروائي؛ أولأً أنه كان أحد أوائل كُتاب الخيال التاريخي، مع الرومانسيات التاريخية مثل "القرصان الغامض: أو، "أيام الملكة بيس" (بالإنجليزية: The Mysterious Freebooter; or, The Days of Queen Bess) عام 1806 وهي رواية تمزج ما بين الواقع والخيال التي متعلقة بالملكة إليزابيث، التي سبقت الروايات التاريخية المعروفة لوالتر سكوت. ثانياً يمكن اعتبار لاثوم كواحد من أوائل الكتاب المثليين. تعالج رواياته القوطية في كثير من الأحيان ولو بطريقة صامتة فكرة الجنسانية التخريبية. أعماله اللاحقة بما في ذلك رواية "ملاحظة الجنيه الواحد" (بالإنجليزية: The One-Pound Note) عام 1820 ورواية "عش وتعلم" (بالإنجليزية: Live and Learn) تتعامل بشكل مفاجئ مع موضوع الحب المتبادل بين رجلين بطريقة أكثر وضوحاً. إلا أن العديد من رواياته تعمل على مهاجمة الخيانة الزوجية وتحتفي بالموقف الأخلاقي تجاه الشؤون الأسرية.
لا يُعرف سوى القليل عن حياة لاثوم الشخصية. في عام 1797 تزوج ديانا غانينج وهي ابنة محام ثري من نورفك، وانجب الاثنان أربعة أطفال: ثلاثة منهم بقيواعلى قيد الحياة، ومات صبي واحد في سن الطفولة. وبالرغم من تمتع لاثوم بمهنة أدبية مزدهرة مع عائلته المتنامية، إلا أنه (ولسبب غير معروف) ترك نورتش عام 1810 منهياً بذلك سيرته الأدبية. وقد تكهنت مجلة (Montague Summers) أن ذلك كان له علاقة بمثلية لاثوم، ولكن ليس هناك أي دليل على اتجاه واحد لما حصل أو آخر. وقد انفصل عن زوجته بعد فترة وجيزة من ذلك، ولكنها أعطيت 2000 جنيه إسترليني سنوياً بإرادة والده بشريطة أن يقطع كل صلاته مع أولاده. تم منح زوجته الوصاية الوحيدة على الأطفال عام 1815 وجرى تسمية الأطفال فيما بعد على اسم عائلة والدتهم. ويظهر أن لاثوم قد سافر على نطاق واسع فزار كلاً من نيويورك وفيلادلفيا وحاول نشر روايتين عام 1820. كما سافر أيضاً إلى فرنسا وإيطاليا، واستقر في نهاية المطاف في إحدى المناطق الريفية في اسكتلندا مع «عائلة ريني»، حيث توفي في أبردينشاير عام 1832. ودفن تحت اسم «السيد جيمس فرانسيس» في قطعة أرض بساحة كنيسة فايفي العائدة لعائلة ريني.

## وصلات خارجية
- Book description and excerpt from The Castle of Ollada (1795) at Valancourt Books (بالإنجليزية)